# Muleiriña
Muleiriña es el nombre de una variedad cultivar de manzano (Malus domestica). Esta manzana es originaria de Galicia, está cultivada en la colección de árboles frutales y banco de germoplasma de Mabegondo con el Nº 173; ejemplares procedentes de esquejes localizados en Santa María de Roo, parroquia del municipio de Noya (La Coruña).

## Sinónimos
- "Manzana Muleiriña",[4][5]
- "Maceira Muleiriña".

## Características
El manzano de la variedad 'Muleiriña' tiene un vigor vigoroso. Tamaño grande y porte erguido.
Época de inicio de brotación a partir del 9 de abril y de floración a partir del 28 de abril.
Las hojas tienen una longitud del limbo de tamaño largo, con la máxima anchura del limbo es ancha. Longitud de las estípulas es corta y la máxima anchura de las estípulas es ancha. Denticulación del borde del limbo es ondulado, con la forma del ápice del limbo cuspidado y la forma de la base del limbo es cordiforme. Con subestípulas presentes.
Sus flores tienen una longitud de los pétalos es media, con una anchura de los pétalos media, disposición de los pétalos en contacto entre sí, con una longitud del pedúnculo media.
La variedad de manzana 'Muleiriña' tiene un fruto de tamaño medio, de forma plana-globosa, de color bicolor, con chapa a rayas, e intensidad fuerte. Epidermis de textura desigual, con pruina en su superficie y con presencia de cera débil. Sensibilidad al "russeting" (pardeamiento áspero superficial que presentan algunas variedades) muy poco sensible. Con lenticelas de tamaño mediano.
Los sépalos están dispuestos de forma erectos convergentes, y en contacto en su base; su fosa calicina es poco profunda y de una anchura media. Pedúnculo de grosor medio y de longitud medio, siendo la cavidad peduncular de una profundidad poco profunda y de anchura media. Con pulpa de color blanca, cuya firmeza es intermedia y su textura intermedia; su jugosidad es intermedia, con sabor de acidez media, y aromática.
Época de maduración y recolección desde el 9 de septiembre. 'Muleiriña' es una manzana que su destino es la conservación de esta variedad en el banco de germoplasma de Mabegondo como reserva genética.

## Susceptibilidades
- Oidio: ataque débil
- Moteado: no presenta
- Raíces aéreas: no presenta
- Momificado: no presenta
- Pulgón lanígero: no presenta
- Pulgón verde: ataque débil
- Araña roja: no presenta
- Chancro del manzano: no presenta.[3]